# ネクストジェネレーション・アデレード国際
ネクストジェネレーション・アデレード国際（Next Generation Adelaide International）は、1972年から2008年まで途中数度の中断を挟みながらオーストラリア・アデレードで開催されていたATPツアー大会である。かつてはフィリップモリス社やオーストラリアの通信業者AAPTが冠スポンサーを務めた時期もあった。

## 概要
大会初期は開催時期が定まっていなかったが、1980年代以降は毎年12月末から1月初旬にかけて行われるようになり、ATPシーズン幕開け大会の一つとして知られていた。サーフェスは屋外ハードコート。大会グレードはインターナショナルシリーズに属していた。
ATP・WTA両協会が男女共催大会の増設を進める方針を打ち出した事により2008年大会をもって終了し、2009年度以降は同じくWTAツアーの年頭大会として同・ゴールドコーストで開催されていたモンディアル・オーストラリア女子ハードコート選手権と合併、新たにブリスベン国際としてブリスベンにて開催される事となった。

## 大会歴代優勝者

### シングルス
| 年     | 優勝者                     | 準優勝者                     | 決勝結果      |
| ------ | -------------------------- | ---------------------------- | ------------- |
| 1972年 | アレックス・メトレベリ     | キム・ウォーウィック         | 6-3, 6-3, 7-6 |
| 1973年 | 開催なし                   | 開催なし                     | 開催なし      |
| 1974年 | ディック・ストックトン     | ジェフ・マスターズ           | 6-2, 6-3, 6-2 |
| 1975年 | 開催なし                   | 開催なし                     | 開催なし      |
| 1976年 | 開催なし                   | 開催なし                     | 開催なし      |
| 1977年 | ビクトル・アマヤ           | ブライアン・ティーチャー     | 6-1, 6-4      |
| 1978年 | 開催なし                   | 開催なし                     | 開催なし      |
| 1979年 | キム・ウォーウィック       | バーナード・ミットン         | 7-5, 6-4      |
| 1980年 | 開催なし                   | 開催なし                     | 開催なし      |
| 1981年 | マーク・エドモンドソン     | ブラッド・ドレウェット       | 7-5, 6-2      |
| 1982年 | マイク・バウアー           | クリス・ジョンストン         | 4-6, 7-6, 6-2 |
| 1983年 | マイク・バウアー           | ミロスラフ・メチージュ       | 3-6, 6-4, 6-1 |
| 1984年 | ピーター・ドゥーハン       | ハーブ・バン・ベッケル       | 1-6, 6-1, 6-4 |
| 1985年 | エディ・エドワーズ         | ピーター・ドゥーハン         | 6-2, 6-4      |
| 1986年 | 開催なし                   | 開催なし                     | 開催なし      |
| 1987年 | ウォリー・マスー           | ビル・スカンロン             | 6-4, 7-6      |
| 1988年 | マーク・ウッドフォード     | ウォリー・マスー             | 6-2, 6-4      |
| 1989年 | マーク・ウッドフォード     | パトリック・キューネン       | 7-5, 1-6, 7-5 |
| 1990年 | トーマス・ムスター         | ジミー・アリアス             | 3-6, 6-2, 7-5 |
| 1991年 | ニクラス・クルティ         | ミヒャエル・シュティヒ       | 6-3, 1-6, 6-2 |
| 1992年 | ゴラン・イワニセビッチ     | クリスチャン・ベルグストロム | 1-6, 7-6, 6-4 |
| 1993年 | ニクラス・クルティ         | クリスチャン・ベルグストロム | 3-6, 7-5, 6-4 |
| 1994年 | エフゲニー・カフェルニコフ | アレクサンドル・ボルコフ     | 6-4, 6-3      |
| 1995年 | ジム・クーリエ             | アルノー・ブッチ             | 6-2, 7-5      |
| 1996年 | エフゲニー・カフェルニコフ | バイロン・ブラック           | 7-6, 3-6, 6-1 |
| 1997年 | トッド・ウッドブリッジ     | スコット・ドレーパー         | 6-2, 6-1      |
| 1998年 | レイトン・ヒューイット     | ジェイソン・ストルテンバーグ | 3-6, 6-3, 7-6 |
| 1999年 | トーマス・エンクビスト     | レイトン・ヒューイット       | 4-6, 6-1, 6-2 |
| 2000年 | レイトン・ヒューイット     | トーマス・エンクビスト       | 3-6, 6-3, 6-2 |
| 2001年 | トミー・ハース             | ニコラス・マスー             | 6-3, 6-1      |
| 2002年 | ティム・ヘンマン           | マーク・フィリプーシス       | 6-4, 6-7, 6-3 |
| 2003年 | ニコライ・ダビデンコ       | クリストフ・ブリーゲン       | 6-2, 7-6      |
| 2004年 | ドミニク・フルバティ       | ミカエル・ロドラ             | 6-4, 6-0      |
| 2005年 | ヨアキム・ヨハンソン       | テーラー・デント             | 7-5, 6-3      |
| 2006年 | フローラン・セラ           | グザビエ・マリス             | 6-3, 6-4      |
| 2007年 | ノバク・ジョコビッチ       | クリス・グッチョーネ         | 6-3, 6-7, 6-4 |
| 2008年 | ミカエル・ロドラ           | ヤルコ・ニエミネン           | 6-3, 6-4      |

### ダブルス
| 年     | 優勝者                                            | 準優勝者                                          | 決勝結果         |
| ------ | ------------------------------------------------- | ------------------------------------------------- | ---------------- |
| 1972年 | 部門開催なし                                      | 部門開催なし                                      | 部門開催なし     |
| 1973年 | 開催なし                                          | 開催なし                                          | 開催なし         |
| 1974年 | グローバー・ラズ・リード アラン・ストーン         | マイク・エステップ ポール・クロンク               | 7-6, 6-4         |
| 1975年 | 開催なし                                          | 開催なし                                          | 開催なし         |
| 1976年 | 開催なし                                          | 開催なし                                          | 開催なし         |
| 1977年 | クリフ・レッチャー ディック・ストックトン         | シド・ボール キム・ウォーウィック                 | 6-3, 6-4         |
| 1978年 | 開催なし                                          | 開催なし                                          | 開催なし         |
| 1979年 | コリン・ディブリー ジョン・ジェームズ             | ジョン・アレクサンダー フィル・デント             | 6-7, 7-6, 6-4    |
| 1980年 | 開催なし                                          | 開催なし                                          | 開催なし         |
| 1981年 | コリン・ディブリー クリス・カッヘル               | エディ・エドワーズ クレイグ・エドワーズ           | 6-3, 6-4         |
| 1982年 | パット・キャッシュ クリス・ジョンストン           | ブロデリック・ダイク ウェイン・ハンプソン         | 6-3, 6-7, 7-6    |
| 1983年 | クレイグ・ミラー エリック・シャーベック           | ブロデリック・ダイク ロッド・フローリー           | 6-3, 4-6, 6-4    |
| 1984年 | ブロデリック・ダイク ウォリー・マスー             | ピーター・ドゥーハン ブライアン・レビン           | 4-6, 7-5, 6-1    |
| 1985年 | マーク・エドモンドソン キム・ウォーウィック       | ネルソン・アーツ トム・ウォーネキー               | 6-4, 6-4         |
| 1986   | 開催なし                                          | 開催なし                                          | 開催なし         |
| 1987年 | イワン・レンドル ビル・スカンロン                 | ピーター・ドゥーハン ローリー・ウォーダー         | 6-7, 6-3, 6-4    |
| 1988年 | ダレン・カーヒル マーク・クラッツマン             | カール・リンバーガー マーク・ウッドフォード       | 4-6, 6-2, 7-5    |
| 1989年 | ニール・ブロード ステファン・クルーガー           | マーク・クラッツマン グレン・ライエンデッカー     | 6-2, 7-6         |
| 1990年 | アンドリュー・キャッスル エンドゥカ・オディゾール | アレクサンダー・ムロンツ ミハエル・シェーパーズ   | 7-6, 6-2         |
| 1991年 | ウェイン・フェレイラ ステファン・クルーガー       | ポール・ハーフース マーク・クーフェルマンス       | 6-4, 4-6, 6-4    |
| 1992年 | ゴラン・イワニセビッチ マルク・ロセ               | マーク・クラッツマン ジェイソン・ストルテンバーグ | 7-6, 7-6         |
| 1993年 | トッド・ウッドブリッジ マーク・ウッドフォード     | ジョン・フィッツジェラルド ローリー・ウォーダー   | 6-4, 7-5         |
| 1994年 | マーク・クラッツマン アンドリュー・クラッツマン   | デビッド・アダムズ バイロン・ブラック             | 6-4, 6-3         |
| 1995年 | ジム・クーリエ パトリック・ラフター               | バイロン・ブラック グラント・コネル               | 7-6, 6-4         |
| 1996年 | トッド・ウッドブリッジ マーク・ウッドフォード     | ヨナス・ビョルクマン トミー・ホー                 | 7-5, 7-6         |
| 1997年 | パトリック・ラフター ブライアン・シェルトン       | トッド・ウッドブリッジ マーク・ウッドフォード     | 6-4, 1-6, 6-3    |
| 1998年 | ジョシュア・イーグル アンドリュー・フローレント   | エリス・フェレイラ リック・リーチ                 | 6-4, 6-7, 6-3    |
| 1999年 | グスタボ・クエルテン ニコラス・ラペンティ         | ジム・クーリエ パトリック・ガルブレイス           | 6-4, 6-4         |
| 2000年 | マーク・ウッドフォード トッド・ウッドブリッジ     | レイトン・ヒューイット サンドン・ストール         | 6-4, 6-2         |
| 2001年 | デビッド・マクファーソン グラント・スタフォード   | ウェイン・アーサーズ トッド・ウッドブリッジ       | 6-7, 6-4, 6-4    |
| 2002年 | ウェイン・ブラック ケビン・ウリエット             | ボブ・ブライアン マイク・ブライアン               | 7-5, 6-2         |
| 2003年 | ジェフ・クッツェー クリス・ハガード               | マックス・ミルヌイ ジェフ・モリソン               | 2-6, 6-4, 7-6    |
| 2004年 | ボブ・ブライアン マイク・ブライアン               | アルノー・クレマン ミカエル・ロドラ               | 7-5, 6-3         |
| 2005年 | グザビエ・マリス オリビエ・ロクス                 | シーモン・アスペリン トッド・ペリー               | 7-6, 6-4         |
| 2006年 | ジョナサン・エルリック アンディ・ラム             | ポール・ハンリー ケビン・ウリエット               | 7-6, 7-6         |
| 2007年 | ウェスリー・ムーディ トッド・ペリー               | ノバク・ジョコビッチ ラデク・ステパネク           | 6-3, 4-6 [15-13] |
| 2008年 | マルティン・ガルシア マルセロ・メロ               | クリス・グッチョーネ ロバート・スミーツ           | 6-3, 3-6 [10-7]  |